# Stock Car Pro Series
De Stock Car Pro Series is een Braziliaanse raceklasse voor stockcars. Het kampioenschap werd opgericht in 1979, en de eerste race was 22 april 1979 in Rio Grande do Sul. Er zijn een aantal voormalige Braziliaanse Formule 1-coureurs die in deze klasse uitkomen.

## Geschiedenis
Deze klasse werd opgericht als alternatief op Divisão 1 (D1). Toen deden alleen Chevrolet Opalas en Ford Mavericks mee. Het werd al snel populairder dan D1. Ingo Hoffmann won zijn eerste titel in 1980 waarna er nog 11 zouden volgen. In 1987 maakte een van de Chevy's een zware klap waarbij de bestuurder het niet overleefde. Hierna zijn de veiligheid regels wat betreft het chassis aangesterkt. In 2000 kwam er een serieuze concurrent voor deze raceklasse: Top Race V6. De Top Race V6 is de Argentijnse variant van de Copa. 2005 was het jaar met grote veranderingen in de Copa, naast Chevrolet en Ford werden ook andere merken toegelaten. Mitsubishi maakte als eerste gebruik van deze mogelijkheid en daarna volgden Peugeot en Volkswagen.

## Dodelijke ongelukken
In deze klasse zijn tot nu toe 5 dodelijke ongelukken geweest.
- 1985 - Zeca Gregoricinski, crash op Interlagos, hij is verbrand.
- 2001 - Laércio Justino, crah op Nelson Piquet Circuit of Brasília, crash tegen de pitingang.
- 2003 - Raphael Lima Pereira, fotograaf, werd aangereden.
- 2007 - Rafael Sperafico, Stock Car Light, crash.
- 2017 - Gustavo Sondermann, Interlagos, crash.

## De auto

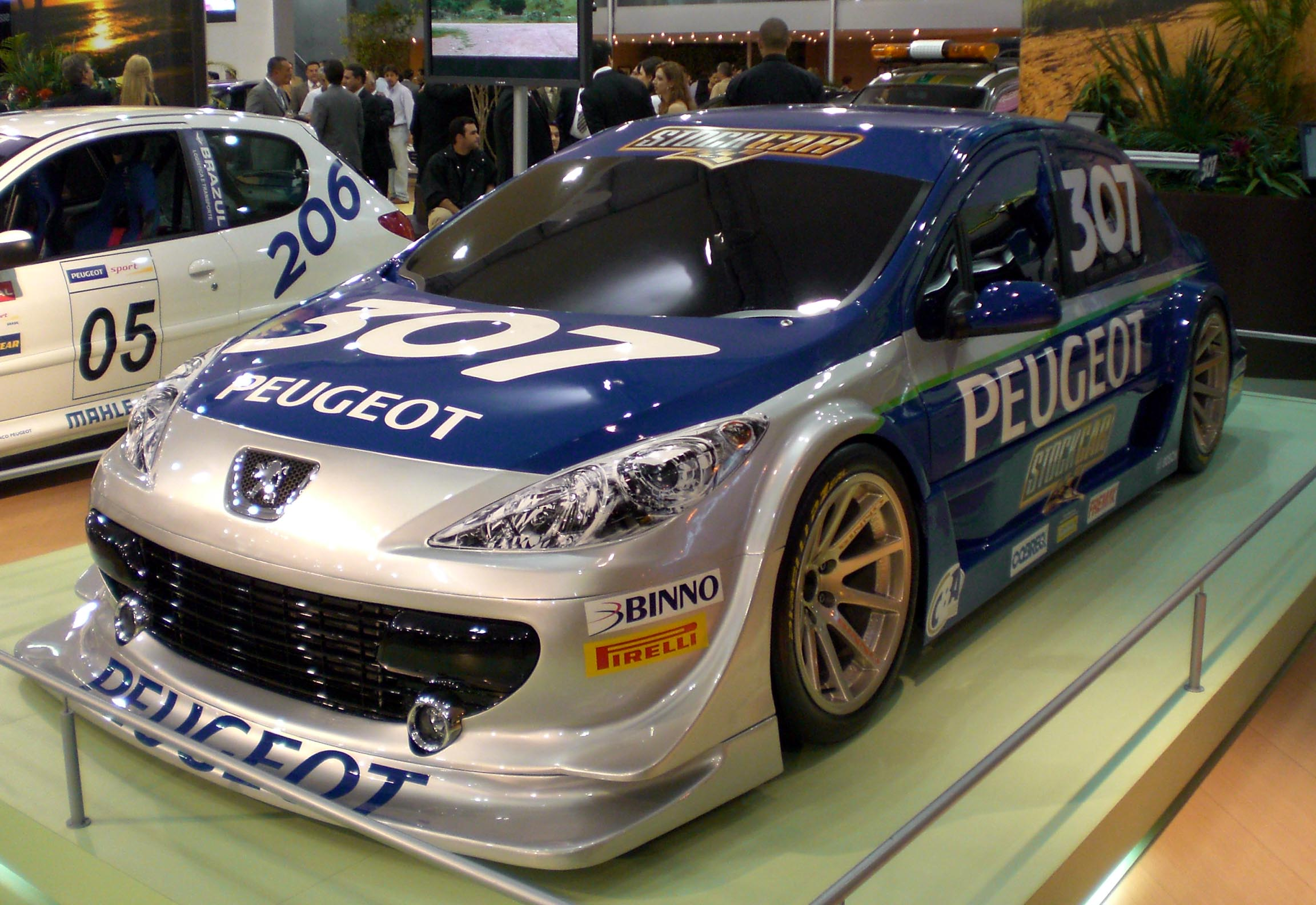
Een Peugeot 307-stockcaruitvoering.

Alle auto's hebben een V8 met een inhoud van 5700cc en een vermogen van 450pk. Ze hebben allemaal een buizenchassis. De benzinetank heeft een inhoud van 85 liter. De benzine wordt verzorgd door Petrobras. Ze gebruiken Pirellibanden. De auto weegt 1250 kg en heeft een topsnelheid van maximaal 265 km/u.

## Prijzen
- Het team dat kampioen wordt krijgt R$200.000
- Degene met de snelste ronde in een race krijgt R$ 10.000
- Podium finish:
  - 1e: R$ 15.158,33
  - 2e: R$ 9.473,95
  - 3e: R$ 5.684,37
- Een team doet de auto waarin ze rijden cadeau aan de beste coureur van het team.
- Voor de pole-position krijg je een scooter.

## Kampioenen

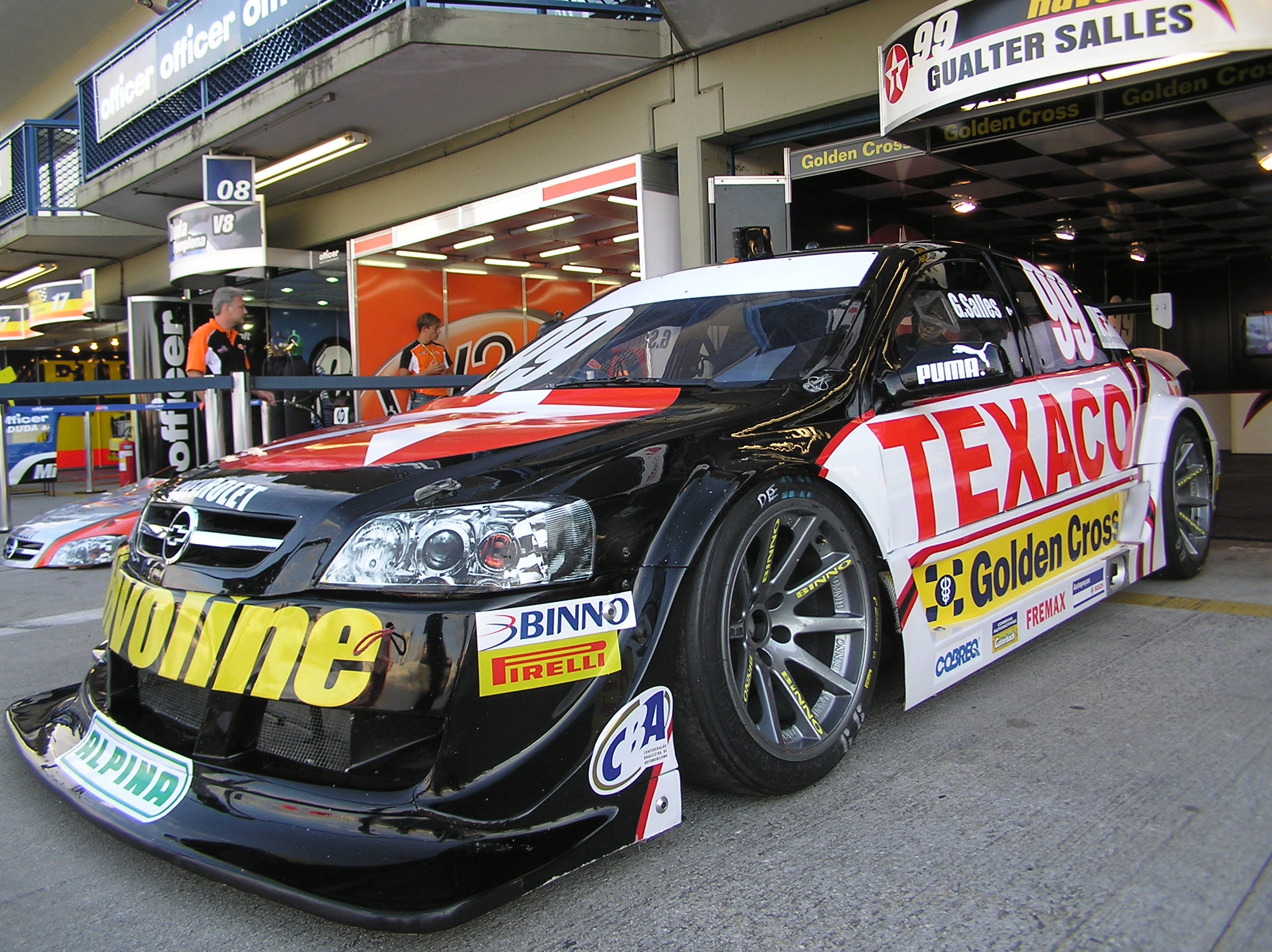
Stock Car V8

| Jaar | Coureur                          |
| ---- | -------------------------------- |
| 1979 | Paulo Gomes                      |
| 1980 | Ingo Hoffmann                    |
| 1981 | Afonso Giaffone                  |
| 1982 | Alencar Jr.                      |
| 1983 | Paulo Gomes                      |
| 1984 | Paulo Gomes                      |
| 1985 | Ingo Hoffmann                    |
| 1986 | Marcos Garcia                    |
| 1987 | Zeca Giaffone                    |
| 1988 | Fábio Sotto Mayor                |
| 1989 | Ingo Hoffmann                    |
| 1990 | Ingo Hoffmann                    |
| 1991 | Ingo Hoffmann / Ângelo Giombelli |
| 1992 | Ingo Hoffmann / Ângelo Giombelli |
| 1993 | Ingo Hoffmann / Ângelo Giombelli |
| 1994 | Ingo Hoffmann                    |
| 1995 | Paulo Gomes                      |
| 1996 | Ingo Hoffmann                    |
| 1997 | Ingo Hoffmann                    |
| 1998 | Ingo Hoffmann                    |
| 1999 | Chico Serra                      |
| 2000 | Chico Serra                      |
| 2001 | Chico Serra                      |
| 2002 | Ingo Hoffmann                    |
| 2003 | David Muffato                    |
| 2004 | Giuliano Losacco                 |
| 2005 | Giuliano Losacco                 |
| 2006 | Cacá Bueno                       |
| 2007 | Cacá Bueno                       |
| 2008 | Ricardo Maurício                 |
| 2009 | Cacá Bueno                       |
| 2010 | Max Wilson                       |
| 2011 | Cacá Bueno                       |
| 2012 | Cacá Bueno                       |
| 2013 | Ricardo Maurício                 |
| 2014 | Rubens Barrichello               |
| 2015 | Marcos Gomes                     |
| 2016 | Felipe Fraga                     |
| 2017 | Daniel Serra                     |
| 2018 | Daniel Serra                     |
| 2019 | Daniel Serra                     |
| 2020 | Ricardo Maurício                 |
| 2021 | Gabriel Casagrande               |
| 2022 | Rubens Barrichello               |

## Teams en coureurs in 2008
| Nº | Coureur             | Stad               | Team                | Auto              |
| -- | ------------------- | ------------------ | ------------------- | ----------------- |
| 0  | Cacá Bueno          | São Paulo          | RC Competições      | Mitsubishi Lancer |
| 15 | Antonio Jorge Neto  | São Paulo          | RC Competições      | Mitsubishi Lancer |
| 77 | Valdeno Brito       | Paraiba            | Andreas Matheis     | Opel Astra        |
| 80 | Marcos Gomes        | São Paulo          | Andreas Matheis     | Opel Astra        |
| 19 | Rodrigo Sperafico   | Paraná             | Terra Avallone      | Mitsubishi Lancer |
| 33 | Felipe Maluhy       | São Paulo          | Terra Avallone      | Mitsubishi Lancer |
| 12 | Hoover Orsi         | Mato Grosso do Sul | Red Bull-Nasr       | Volkswagen Bora   |
| 29 | Daniel Serra        | São Paulo          | Red Bull-Nasr       | Volkswagen Bora   |
| 9  | Giuliano Losacco    | São Paulo          | JF Racing           | Peugeot 307       |
|    | Átila Abreu         | São Paulo          | JF Racing           | Peugeot 307       |
| 21 | Thiago Camilo       | São Paulo          | Vogel               | Opel Astra        |
| 27 | Guto Negrão         | São Paulo          | Vogel               | Opel Astra        |
| 31 | William Starostik   | Paraná             | WA/Matheis          | Peugeot 307       |
| 90 | Ricardo Mauricio    | São Paulo          | WA/Matheis          | Peugeot 307       |
| 17 | Ingo Hoffmann       | São Paulo          | AMG                 | Mitsubishi Lancer |
| 63 | Lico Kaesemodel     | Paraná             | AMG                 | Mitsubishi Lancer |
| 6  | Alceu Feldmann      | Santa Catarina     | Boettger            | Opel Astra        |
| 18 | Allam Khodair       | São Paulo          | Boettger            | Opel Astra        |
| 70 | Tarso Marques       | Paraná             | Action Power        | Volkswagen Bora   |
| 87 | Ruben Fontes        | Goiás              | Action Power        | Volkswagen Bora   |
| 7  | Thiago Marques      | Paraná             | Marques Motorsports | Volkswagen Bora   |
| 14 | Luciano Burti       | São Paulo          | Marques Motorsports | Volkswagen Bora   |
| 1  | Antonio Pizzonia    | Amazonas           | Hot Car             | Opel Astra        |
| 74 | Popó Bueno          | Rio de Janeiro     | Hot Car             | Opel Astra        |
| 35 | David Muffato       | Paraná             | RC3-Bassani         | Peugeot 307       |
| 43 | Pedro Gomes         | São Paulo          | RC3-Bassani         | Peugeot 307       |
| 20 | Ricardo Sperafico   | Paraná             | L&M Racing          | Peugeot 307       |
| 42 | Ricardo Zonta       | Paraná             | L&M Racing          | Peugeot 307       |
|    | André Bragantini Jr | Paraná             | Nova/RR Motorsports |                   |
|    | Norberto Gresse     |                    | Nova/RR Motorsports |                   |
| 28 | Juliano Moro        | Paraná             | Nascar Racing       | Mitsubishi Lancer |
| 38 | Christian Conde     | São Paulo          | Nascar Racing       | Mitsubishi Lancer |
| 11 | Nonô Figueiredo     | São Paulo          | Officer-Pamplona's  | Mitsubishi Lancer |
| 23 | Duda Pamplona       | Rio de Janeiro     | Officer-Pamplona's  | Mitsubishi Lancer |

## Formule 1-coureurs uit deze klasse
- Ingo Hoffmann (1979-)
- Raul Boesel (1979, 2003-2005)
- Alex Dias Ribeiro (jaren 80)
- Chico Serra (jaren 80)
- Wilson Fittipaldi (jaren 80-90)
- Tarso Marques (2005-)
- Christian Fittipaldi (2005-)
- Luciano Burti (2005-)
- Enrique Bernoldi (2007)
- Ricardo Zonta (2007)

## Racekalender 2007
| Datum        | Staat/land         | Stad              | Circuit                                      |
| ------------ | ------------------ | ----------------- | -------------------------------------------- |
| 22 april     | São Paulo          | São Paulo         | Autódromo de Interlagos                      |
| 6 mei        | Paraná             | Curitiba          | Autódromo Internacional de Curitiba          |
| 3 juni       | Mato Grosso do Sul | Campo Grande      | Autódromo Internacional Orlando Moura        |
| 17 juni      | São Paulo          | São Paulo         | Autódromo de Interlagos                      |
| 29 juli      | Paraná             | Londrina          | Autódromo Internacional Ayrton Senna         |
| 19 augustus  | Rio Grande do Sul  | Santa Cruz do Sul | Autódromo Internacional de Santa Cruz do Sul |
| 8 september  | Paraná             | Curitiba          | Autódromo Internacional de Curitiba          |
| 23 september | Distrito Federal   | Brasilia          | Autódromo Internacional Nelson Piquet        |
| 14 oktober   | Rio Grande do Sul  | Viamão            | Autódromo Internacional de Tarumã            |
| 28 oktober   | Argentinië         | Buenos Aires      | Autódromo Oscar Alfredo Gálvez               |
| 18 november  | Rio de Janeiro     | Rio de Janeiro    | Autódromo Internacional Nelson Piquet        |
| 9 december   | São Paulo          | São Paulo (stad)  | Autódromo de Interlagos                      |